# 번교

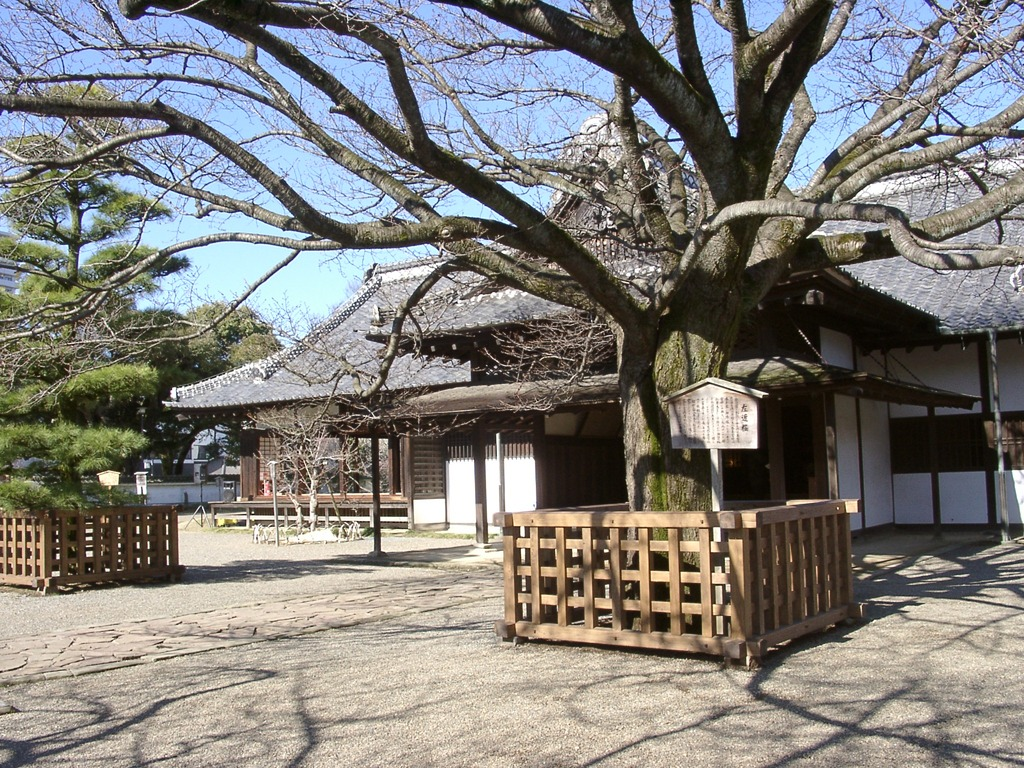
고도칸（미토번）

번교(일본어: 藩校 한코[*])는 에도 시대에 여러 번이 무사의 자제를 교육하기 위해 설립한 학교이다. 번횡(藩黌), 번학(藩学) 또는 번학교(藩学校)라고도 한다. 1871년 8월, 폐번치현으로 번교는 폐지되었지만, 1872년 9월 학제를 공포한 후 중등, 고등 여러 학교의 직간접적인 모체가 되었다.
내용과 규모는 다양하지만 무사의 자제는 모두 강제로 입학하게 했다. 후에 모두에게 개방된 번교도 있었다. 광의적으로는 의대, 서양학교, 황학교(皇学校), 향학교(郷学校), 여학교 등 번이 설립한 모든 교육 기관을 포함한다. 번교는 번이 비용을 부담하여 번의 영지에 설립되었지만, 일부는 예외적으로 에도 번주의 저택에 병설된 학교도 있었다. 번사에게 수강료를 지불할 의무는 없었기 때문에 성적 우수자에게는 번으로부터 취학 지원금을 주었고, 에도 등에 유학시킬 수 있었다.
전국적인 경향으로 번교에서는 무예도 권장하여 7-8세에 입학하여 처음 글을 배우고, 이후에는 무예를 배웠고, 14-15세부터 20세 정도에 졸업을 하였다. 교육 내용은 사서오경의 독해와 서예를 중심으로 에도 시대 후기에는 난학과 무예로 검술 등 각종 무술 등이 더해졌다.
번교 입학의 주요 시험은 독해시험이었으며, 사서(유학의 기본 문헌 대학, 중용, 논어, 맹자의 총칭) 중 발췌한 한문을 일본어 번역하여 3회 낭독하고, 내용의 해석은 차치하고, 읽기의 오류(읽기 실수), 망각(잊어버림)의 다소로 합격 여부가 결정된다. 에도 막부는 10월경에 이루어지고 있었다. 번교의 입학시험에 합격하고도 자주 시험을 치러야 했고, 낙제자에게는 엄벌이 부과되었다. 특히 세 번의 낙제자에게는 힘든 엄벌이 마련되었다. 그것은 번교에 따라 다양하지만, 주요 엄벌로 장남이라면 상속 시 가록을 감봉하거나 또한 부모의 직책을 이어받기도 힘들었고, 직책도 없이 생애를 보낼 수도 있었다.

## 개요
도쿠가와 이에미쓰 시대에는 이전까지의 무단 정치에서 문치 정치로의 전환과 함께 번교가 각지에 설립되었다. 일본 최초의 번교는 1669년 (간분 9년)에 오카야마번의 번주 이케다미쓰마사가 설립한 오카야마 학교(또는 국학)이다.
전국적으로 번교가 설립된 시기는 호레키 시기(1751년 ~ 1764년) 이후이며, 많은 번이 번정 개혁을 위한 유능한 인재를 육성하기 위해 학교를 설립하였다. 또한 요나가와 번이나 요네자와번과 같이 에도 시대 중기 무렵 번의 유신들의 집에 만들어진 공자묘와 강당을 에도 시대 후기 이전 확대하였고, 번의 직책에 번교 관계직을 설립하여 번이 운영하는 번교의 경우도 볼 수 있었다.
각지에서 우수한 학자 초빙도 활발히 이루어졌다. 발전기에는 전국에 255개에 달해 거의 전체 번에 설립되었다. 번교의 융성은 지방 문화의 진흥과 각 지역에서 시대를 선도하는 인재의 배출로 이어졌다. 대표적인 번교로는 아이즈번의 니신칸(日新館), 요네자와번의 코죠칸(興譲館), 조슈번의 메이린칸(明倫館), 나카츠 번에 신슈칸(進脩館), 사가번에 고도칸(弘道館), 구마모토번에 번교시습관(藩校時習館), 가고시마 번(사쓰마)의 죠시칸(造士館) 등이 유명하다. 특히 사쓰마와 같은 웅번은 교육에 있어서도 우위에 있었으며, 사쓰마도 이 연합에서 유력한 인재를 배출했다.
나가오카 번에 슈타다칸(就正館, 1831년), 「長岡市史」)과 조슈번의 유소나에칸(有備館, 1841년), 「萩市史」)처럼 번 내부에 설치된 것뿐만 아니라 에도 번주의 저택 내에서 번교를 개설한 번도 존재한다. 번교 내에 번주의 영지 이동과 기타 이유에 의한 번청 이전에 따라 새로운 영지, 번청 위치에 이전, 신설된 것도 있었다. 시라카와번에서 구와 번으로 이동한 릿쿄칸(立教館)은 등은 영지 이동에 의한 번교 이전의 예이다. 또한 조슈번은 막부타도와 양이를 위한 전투에 대비하기 위해 하기에서 야마구치로, 고쿠라번에서 조슈 정벌 전쟁에 따라 고쿠라성 함락으로 도요쓰로 각각 번청을 이전하고 새로운 번청 위치에 번교도 신설하였다.
에도 시대 막부 말기에는 사가번, 가나자와 번, 야마구치 번, 나가쓰 번, 사쓰마번, 사쿠라번 등의 일부 번교는 국학, 한학에 그치지 않고 의학, 화학, 물리학, 서양병학 등의 기숙사를 병설하여 사실상 종합 대학으로까지 발전했다.
1871년 8월, 폐번치현으로 번교는 폐지되었지만, 1872년 9월 학제를 공포한 후 중등, 고등 여러 학교의 직간접적인 모체가 되었다. 1886년 중학교령의 공포와 함께 도쿄대학 예비문이 폐지되고, 전국에 문부대신이 관리하는 7개의 관립 고등중학교(이후 (구제) 고등학교로 개칭)가 개설되었다. 각 고등중학교 가운데 야마구치, 가고시마, 가나자와(네번째)의 본부(본과) 및 오카야마(세번째), 센다이(둘째), 가나자와 (넷째)의 의대는 이전 번교(야마구치 메이린칸, 가고시마 죠시칸, 가나자와 명륜당)와 번의학교(오카야마 의학관, 센다이 명륜양현당, 가나자와 의학관)의 흐름을 이어받은 것이었다. 이러한 옛 번교의 후신인 여러 학교는 그 (개편, 폐지, 재건 등을 거쳐) 대학으로까지 발전하게 된다. 또한 구제 (심상) 중학교에 머물렀던 다른 번교는 현재 신제 고등학교로 존속하고 있는 것이 대부분이다.